# Djanggawul
Az ausztrál őslakos jolngu mitológiában a Djanggawul arra a három testvérre – két nő és egy férfi – utal, akik megteremtették Ausztrália felszíni formáit és azokat benépesítették növényekkel. A testvérek Baralku szigetéről érkeztek, és végül a  mitikus kígyó, Galeru falta fel őket. A két Djanggawul nővértől származnak a világ szent talizmánjai, amelyek tulajdonképpen a saját szeméremtestükről letört darabok. Egyikük Bunbulama, az esőistennő.
A Djanggawul mítosz az ausztrál őslakos rokonsági kapcsolatokban a két patrilineáris csoport egyik, Dhuwa nevű ágával, „félrészével” (moiety) kapcsolatos; ez a csoport adja az északkeleti Arnhem-földön élő klánok mintegy harmadát. A két nővér utódaként született emberi lények a Dhuwa klánok leszármazottai, a nővérek által teremtett állatok és felkeresett helyek ugyanezeknek a klánoknak a totemállatai, illetve szent helyei.
A mítosszal kapcsolatosan ez európaiakkal való korai kapcsolatok során megfigyelt Dhuwa szertartások több napon át tartottak, az őslakosok a rituáléhoz kialakított gödrök és földszobrok körül énekeltek, táncoltak, szent tárgyakat és jelképeket mutattak be. A térségben a másik, Yirritja leszármazási ághoz tartozók szintén részt vettek a Djanggawul-mítosz dramatizálásában, noha egyes rítusokat kizárólag a beavatott Dhuwa férfiak végezhettek. Oliver szerint a Djanggawul-ciklus az őslakosok élelemszerző tevékenységét alapvetően befolyásoló arnhem-földi monszun éghajlat szertartásos megjelenítése, mely során „igyekeztek biztosítani a rendszeres esőket. Hiszen bár az esős évszak kétségtelenül együtt járt bizonyos kényelmetlenséggel,... az arnhem-földiek nyilvánvalóan felismerték annak létfontosságú szerepét az általuk ismert egyetlen életforma fenntartásában.” (1989:169)

## Fordítás
- Ez a szócikk részben vagy egészben  a   Djanggawul című angol Wikipédia-szócikk ezen változatának fordításán alapul.  Az eredeti cikk szerkesztőit annak laptörténete sorolja fel. Ez a jelzés csupán a megfogalmazás eredetét és a szerzői jogokat jelzi, nem szolgál a cikkben szereplő információk forrásmegjelöléseként.